# 64070 NEAT
64070 NEAT este un asteroid din centura principală de asteroizi.

## Descriere
64070 NEAT este un asteroid din centura principală de asteroizi. A fost descoperit pe 24 septembrie 2001 la Fountain Hills de Charles W. Juels și Paulo R. Holvorcem. Asteroidul prezintă o orbită caracterizată de o semiaxă mare de 2,46 ua, o excentricitate de 0,21 și o înclinație de 12,5° în raport cu ecliptica.